# GP2X
GP2X és una videoconsola portàtil creada el 2005 per l'empresa sud-coreana Gamepark Holdings després de l'escissió de Gamepark, a ran dels desacords entre el tipus de mercat al qual seria dirigida la successora de la GP32. Mentre Gamepark es va decantar per llançar una consola comercial que competís amb Nintendo DS i la PSP, la XGP, Gamepark Holdings va voler desenvolupar una consola orientada al programari lliure, i basada en GNU/Linux.

## Història
Com que Gamepark Holdings (GPH) és una empresa petita formada per menys d'una dotzena de treballadors, i a causa de l'alta expectació i demanda del producte, hi va haver mants problemes al llarg del procés de llançament.
Abans de llançar-se el maquinari definitiu, es van enviar unitats de prova a diversos programadors coneguts de GP32. També es va publicar un binari per actualitzar el microprogramari de la consola, però sense publicar-ne alhora el codi font. Això va provocar les desconfiances dels usuaris, ja que l'esmentat microprogramari era una modificació d'un nucli de Linux publicat sota llicència GPL, i publicar-ho sense donar-ne el codi font és il·legal. En realitat, la versió de Linux de la GP2X va ser programada per la subcontractada Dignsys Inc., i va ser aquesta companyia que essent encara en possessió del codi, va trigar setmanes a publicar-lo.
Quant al nom, en principi devia dir-se GPX2, però aquesta era una marca ja registrada a molts de països. Per triar un nou nom, es va organitzar a mitjan agost de 2005 un concurs públic al qual usuaris tant de Corea del Sud com de la resta del món van poder enviar suggeriments. Tanmateix, la companyia de Gamepark Holdings va prendre la polèmica decisió d'ignorar els resultats del concurs, en part a causa de nous problemes a l'hora de registrar els noms. Així a la consola finalment li van dir GP2X.

### Llançament

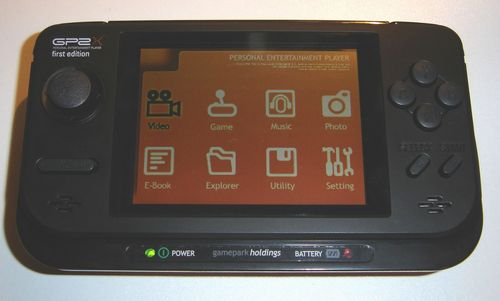
GP2X

Després de diversos retards (si es poden considerar així, ja que mai no es va donar una data de llançament exacta), la primera tirada de producció, de 500 unitats, es va comercialitzar a Corea del Sud el 10 de novembre del 2005. Aquesta tirada, coneguda com a "GP2X FX-100 First edition" es va considerar com "de prova", ja que el microprogramari o firmware inclòs a les consoles tenia diversos defectes, que afectaven la qualitat de les imatges a la pantalla, i la qualitat del so. També hi va haver molts defectes en la reproducció multimèdia i en la durada de les piles. Afortunadament, aquests defectes eren esmenables mitjançant una actualització de microprogramari.
Es va apostar per una distribució de la consola enterament a través d'Internet. Un total de 15 distribuïdors van començar a vendre la consola a tot el món, uns quants dies després del llançament a Corea del Sud.
El codi font del nucli de Linux usat per la consola, així com el programari d'arrencada es van publicar qualques dies després del llançament inicial, tot i que havien vulnerat durant unes setmanes la llicència GPL. El febrer del 2006 GPH va acabar el contracte amb Dignsys Inc. per la reticència d'aquesta companyia a complir amb els termes de la GPL i per la dubtosa qualitat del programari que havien fet; per tant des d'aleshores s'encarreguen ells mateixos, amb un nou equip d'enginyers, de programar les futures actualitzacions. El 16 d'octubre del 2006 la consola ja havia venut 30.000 unitats.

### GP2X F200

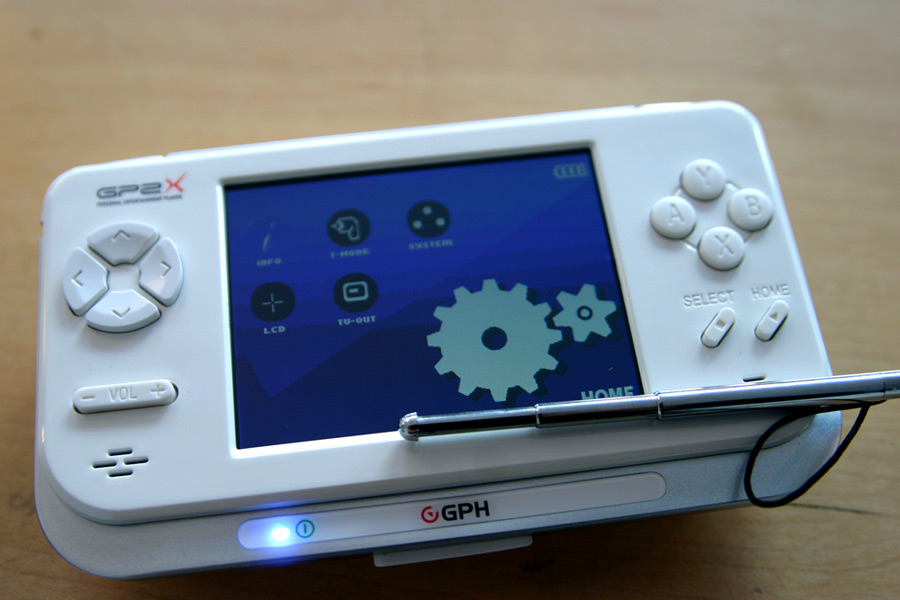
GP2X F200 amb el cursor de la pantalla tàctil.

L'1 de novembre del 2007 va sortir a la venda la GP2X F200, una revisió del maquinari, que com a principal novetat incloïa una pantalla tàctil. També portava, quant a maquinari, millores als punters de direcció, una pantalla de major qualitat, una carcassa de color blanc també totalment remodelada, un nou sistema per treure més fàcilment les piles, etc.